# Joseph W. Barr

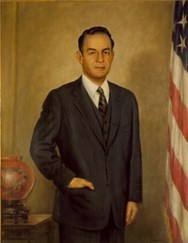
porträtt av Joseph W. Barr

Joseph Walker Barr, född 17 januari 1917 i Vincennes, Indiana, USA, död 23 februari 1996 i Playa del Carmen, Mexiko, var en amerikansk demokratisk politiker.
Barr avlade sin grundexamen 1939 vid DePauw University och avlade 1941 sin masterexamen i nationalekonomi vid Harvard University. Han tjänstgjorde mellan åren 1942 och 1945 i USA:s flotta i andra världskriget. Barr belönades med en Bronze Star för att ha sänkt en ubåt utanför Anzio.
Barr var ledamot av USA:s representanthus 1959-1961 för Indiana. Han tjänstgjorde som biträdande finansminister 1965-1968 och som finansminister 1968-1969 under president Lyndon B. Johnson. Han var finansminister i bara en månad, den kortaste ämbetsperioden för en finansminister i USA:s historia.